# 赛尔河
赛尔河（法語：Saire，法語發音：[sɛʁ]）是法国的一条小型沿海河流，其流域位于芒什省。

## 地理
赛尔河的源头位于勒梅尼勒欧瓦勒，在流过科唐坦半島东北部树篱田中一段31公里的流程后，从雷维尔和圣瓦斯特拉乌格之间的入海口流入英吉利海峡。
它的主要支流如下：
- Querbe （6.6公里），
- Querbot （8.5公里），
- Fontaine des Saules （5.6公里），
- Butte （5.1公里）。

## 流经市镇
赛尔河流经或划定以下市镇 : 
- 勒梅尼勒欧瓦勒、戈讷维尔、勒泰伊、布里勒瓦、 特尔泰维尔-博卡日、勒瓦斯特、瓦尔康维尔、勒维塞勒、赛尔河地区安娜维尔、雷维尔、圣瓦斯特拉乌格。

## 图片
- 赛尔河口
- 赛尔河口
- 赛尔河流经勒瓦斯特的瀑布
- 赛尔河流经勒瓦斯特的山丘
- 赛尔河流经邓肯维尔街（Rue Doncanville）